# 恩戈齊省
恩戈齊省是布隆迪17省之一，位於該國的北部，省會恩戈齊，北臨盧旺達，東面是基龍多省和穆因加省，南接卡魯濟省和基特加省，西毗卡揚扎省，面積1,474平方公里，1999年居民人數601,382。
02°54′30″S 29°49′35.50″E / 2.90833°S 29.8265278°E